# Fighting Camels de Campbell
Les Fighting Camels et Lady Camels de Campbell représentent l'université Campbell et sont les surnoms des 19 équipes de l'école qui participent à la Division I de la National Collegiate Athletic Association (NCAA) . 

## Les équipes
Membre de la Coastal Athletic Association (CAA) depuis 1er juillet 2023, Campbell parraine des équipes dans neuf sports régis par la NCAA pour les hommes et dix pour les femmes. L'équipe de football américain participe à CAA Football (en), la ligue de football américain juridiquement distincte gérée par la CAA multisports.
| Sports pour hommes                  |  | Sports pour femmes                  |
| ----------------------------------- |  | ----------------------------------- |
| Baseball                            |  | Basketball                          |
| Basketball                          |  | Cross-country                       |
| Cross-country                       |  | Golf                                |
| Football américain                  |  | Crosse                              |
| Golf                                |  | Football                            |
| Football                            |  | Softball                            |
| Tennis                              |  | Natation et plongée                 |
| Athlétisme (intérieur et extérieur) |  | Tennis                              |
| Lutte                               |  | Athlétisme (intérieur et extérieur) |
|                                     |  | Volley-ball                         |

Remarques
1. ↑  L'equipe de lutte fait partie de la Southern Conference.

## Histoire
Les Fighting Camels sont membres de la Big South Conference. L’université, cependant, présente des équipes en tant que membres associés dans d’autres conférences pour des sports que la Big South ne régit pas. Campbell est membre associé de la Southern Conference pour la lutte. L’équipe féminine de natation et de plongée était autrefois membre associée de la Northeast Conference jusqu’en 2007, date à laquelle Campbell est devenue membre fondateur de la Coastal Collegiate Swimming Association, avec 11 autres programmes de natation féminine ainsi que six équipes de natation masculine. Campbell ne dispose pas actuellement d'une équipe de natation masculine. L’équipe de football des Fighting Camels a commencé à jouer en 2008 et est membre de la Big South Conference. Campbell a lancé une équipe féminine de crosse universitaire en 2012-13. 
En 1977, le programme Fighting Camels a rejoint la division I de la NCAA. Campbell était un membre fondateur de la Big South Conference en 1983, avant de rejoindre la Trans-America Athletic Conference, qui est maintenant l'Atlantic Sun Conference, en 1994. Elle est revenue dans la Big South le 1er juillet 2011 et participe à tous les sports, à l'exception de la lutte, de la natation féminine et de la plongée. 

## Basketball masculin
Les équipes de basketball de Campbell jouent leurs matchs à domicile dans le John W. Pope Jr. Convocation Center (en), qui a été construit en 2008 et compte 3 100 places. Il a ouvert ses portes en 2008 et a remplacé le Carter Gymnasium. Le seul championnat de conférence de Campbell au niveau de la Division I s'est produit en 1992, lorsque les Fighting Camels ont remporté le tournoi Big South Conference organisé cette année-là au Civic Center of Anderson (en) à Anderson, en Caroline du Sud. Cette victoire a permis à Campbell de participer au tournoi de basket-ball de la division I de la NCAA de 1992, la seule apparition de l'école dans les finales NCAA. Les Fighting Camels (16e tête de série) ont été vaincus par les Blue Devils de Duke 82-56

## Football
Campbell a annoncé en avril 2006 que l’université reprendrait son programme de football pour 2008. Les Camels participent au niveau de la NCAA Division I FCS en tant que membre de la Big South Conference à partir de la saison 2018. Dale Steele (en) a été le premier entraîneur-chef de la saison 2008 à la saison 2012. Sa meilleure saison a été la saison 2011 au cours de laquelle Campbell termine avec un bilan de 6-5. Le 27 novembre 2012, l'Université Campbell annonce la nomination de Mike Minter (en), ancien membre de l'université du Nebraska et des Panthers de la Caroline, au poste d'entraîneur-chef.